# Edmond Duval
Pour les articles homonymes, voir Duval.
Edmond Duval, né le 22 août 1809 à Enghien en Belgique, où il est mort le 21 septembre 1873,, est un musicologue belge, qui redécouvrit l'Édition médicéenne à Rome, et publia plusieurs livres de chant en plain-chant au milieu du XIXe siècle dans son pays, en considérant qu'il s'agissait des mélodies authentiques issues du chant grégorien.
En dépit de cette méprise, il prépara effectivement, avec le cardinal-archevêque de Malines Engelbert Sterckx, son patron, la réforme liturgique selon la tradition en Belgique. La ville de Malines deviendra un des principaux centres du chant grégorien lorsque le pape saint Pie X sera élu.

## Histoire

### Naissance
Edmond Duval, fils de Jérôme Duval, naquit à Enghien le 22 août 1809. Il se déplaça, vraisemblablement avec sa famille, en 1816 à Mons, ville natale de François-Joseph Fétis, son futur professeur.
Avant d'arriver à Paris, il apprit la musique vocale et également jouait le violoncelle et probablement le violon aussi.

### Formation

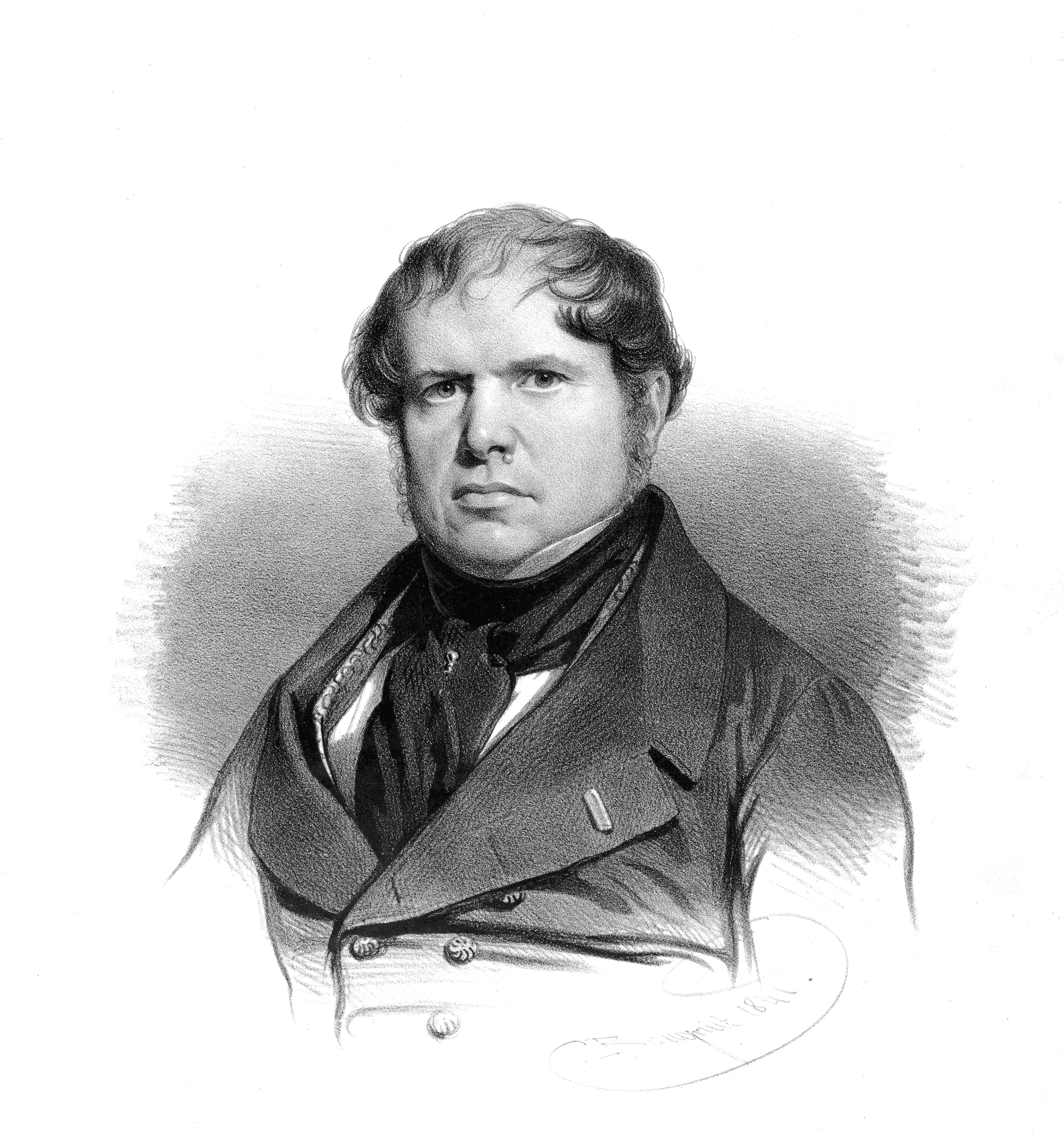
François-Joseph Fétis, son dernier professeur à Paris.

Dans l'optique de s'inscrire auprès du Conservatoire de Paris, il quitta son pays au mois de janvier 1828. Le 31 janvier, il réussit à obtenir son admission dans la classe de violoncelle enseignée par Olive-Charlier Vaslin, qui accueillera un peu plus tard Jacques Offenbach. En avril, cet élève belge commença à approfondir le contrepoint rigoureux ainsi que la fugue sous Édouard Boilly. Edmond Duval obtint également sa fonction en tant que violoncelliste auprès de l'orchestre du théâtre de l'Odéon. Néanmoins, son progrès comme joueur était trop faible de sorte qu'il puisse participer au concours tenu en 1831.    
D'où, il lui fallut renoncer la classe de Vaslin. Toutefois, le 17 décembre 1831, en faveur des études de la composition, François-Joseph Fétis lui autorisa l'inscription dans sa classe. Finalement, la même inexactitude s'étant fait remarquer dans sa présence aux cours causa une décision du comité d'enseignement le 15 juin 1832 selon laquelle il dut rentrer chez lui. D'ailleurs, cela n'était autre qu'un livre du professeur Fétis sorti en 1862 qui précisait cette période de Duval auprès du conservatoire. 
Vraiment déçu, Duval vécut sans occupation durant quelques années. Mais c'était à cette époque-là qu'il commença à s'intéresser profondément du plain-chant.

### Chant liturgique
À la place de Fétis, Nicolaas Adrianus Janssen, professeur du chant liturgique auprès du séminaire de Malines, était désormais son précepteur personnel. À vrai dire, ces deux professeurs s'opposaient effectivement,. Quoi qu'il en soit, le prêtre Janssen était capable de publier en 1845 un livre théorique intitulé Les vrais principes du chant grégorien [lire en ligne].  

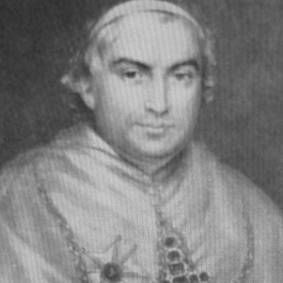
Cardinal-archevêque Engelbert Sterckx.

Il était définitif que, grâce à ce musicologue, Duval ait eu la connaissance d'Engelbert Sterckx, archevêque de Malines, puis à partir de 1838, cardinal-prêtre. Celui-ci souhaitait que son archidiocèse se consacre à la liturgie selon la tradition correcte. Comme cette liturgie devait satisfaire les principes de Janssen, il fallait de nouveaux livres de chant. C'est pourquoi Sterckx confia au jeune Edmond sa rédaction. Enfin, le cardinal n'hésita pas à envoyer Duval à Rome. 
Dans les archives de la ville éternelle, il consulta un grand nombre de manuscrits afin de trouver une meilleure base, avec l'approbation du souverain pontife. S'il est probable que Duval pouvait étudier des livres plus anciens et qu'il se passionnât de sa mission chargée, une diversité considérable entre les manuscrits tardifs força un long travail de lui. Certes, il s'aperçut l'ornement des chants anciens. Toutefois, il considérait qu'il s'agissait de la mémoire issue de la tradition orientale et plus primitive. Pour le graduel, il choisit finalement l'Édition médicéenne (1614 - 1615) publiée par l'imprimerie de la maison de Médicis, non que l'édition fût supérieure à d'autres manuscrits mais parce qu'il s'agissait d'un livre de chant magnifique d'exécution typographique.       
De même, tous les livres furent sélectionnés dans le répertoire post-tridentin en faveur des publications supplémentaires. Duval précisait ces sources dans la préface de son Vesperale Romanum (1848, p. 15), : 
1. 1572 : Antiphonarium, Christophe Plantin, Anvers (édition 1573 : Antiphonarium juxta breviarium Romanum restitutum)[5]
2. 1579 : Antiphonarium sacrosanctæ romanæ ecclesiæ integrum et completum juxta ordinem novi Breviarii et decreto sacrosancti Concilii Tridentini restituti et Pii Quinti pontificis maximi iussu editi : summa nunc ........., ex officina Petri Lichtenstein, Venise[6]
3. 1613 : selon Duval, Antiphonale Romanum, Juntas, Venise ; vraisemblablement Missale romanum ex decreto sacrosancti concilii tridentini restitutum[7]
4. 1701 : Antiphonarium romanum de tempore et sanctis, ad normam Breviarii ex decreto sacrosancti Concilii Tridentini, B. Pii V. pontiticis maximi jussu editi, Clementis VIII. ac Urbani VIII, auctoritate recogniti ........., Sumptibus Pauli Balleonii (Paolo Baglioni), Venise, 462 p.[8]

Lors de ce séjour à la ville éternelle, il fut accueilli à l'Académie Sainte-Cécile à Rome. Dorénavant, le Mouvement cécilien, devenu phénomène à l'époque dans certains pays telle l'Allemagne, s'accroissait rapidement et immensément sous influence de futures publications de Duval.

### Confusion entre le chant grégorien et l'Édition médicéenne
Edmond Duval était si proche du Saint-Siège que sa sélection des manuscrits connut la même erreur que Guillaume-Gabriel Nivers († 1714) avait commise auparavant : les manuscrits restants à Rome ne sont autres que, normalement, les notations tardives telle l'Édition médicéenne.  
Heureusement qu'en 1847 à Montpellier, fut découverte une pierre de Rosette musicale, Tonaire de Saint-Bénigne de Dijon en tant que double notation, qui permettait dorénavant aux musicologues de déchiffrer les neumes anciens. Selon ce manuscrit, le Graduel romain (édition rémo-cambraisienne) fut publié en 1851, en ouvrant une porte vers la restauration authentique du chant grégorien. Puis en 1862, les deux moines de Solesmes, Dom Paul Jausions et Dom Joseph Pothier, conclurent qu'il faut consulter les manuscrits carolingiens les plus anciens, afin de restaurer correctement le chant grégorien, quoique ce principe fût déjà proposé par Léonard Poisson en 1750.
Toutefois, ces deux chemins différents, insistant respectivement la tradition issue du saint pape Grégoire le Grand, provoquèrent enfin un gros conflit dans la deuxième moitié du XIXe siècle sur le chant liturgique durant 30 ans.

### Publication d'Edmond Duval
Après avoir sélectionné les livres de chant post-tridentins, Edmond Duval rentra à Malines, afin de préparer la publication. Comme celui-ci n'avait pas assez de connaissance dans le domaine de la liturgie et de son texte, le cardinal chargea à Peter Frans De Voght († 1895), professeur du séminaire, de soutenir la rédaction de Vesperale romanum. Donc ce dernier devint coéditeur,.  
En 1848, le Graduale romanum et le Vesperale romanum furent publiés chez P. J. Hanicq, prédécesseur de H. Dessain. Le qualificatif « romanum » était toujours possible, non seulement grâce aux auspices du cardinal Sterckx mais aussi en raison des choix des livres de base. 
Si l'usage de livres fut aussitôt établi dans l'archidiocèse de Malines, il fallut que les rédacteurs répondent aux critiques, avant de continuer la publication. En effet, « un ecclésiastique de Liège » étant « homme de grand savoir en ses matières » avait critiqué ces éditions dans le Journal historique de Liège. Il est probable qu'il ne s'agissait autre que de l'évêque de Liège Corneille Richard Antoine van Bommel († 1858). L'année suivante, Duval et De Voght durent sortir un livre intitulé Réponse aux observations du Journal historique de Liège, sur le Graduel et le Vésperal, édition de Malines 1848.
À la suite de cet événement, il semble que De Voght n'ait plus pu continuer son obligation. Avec d'autres collaborateurs dont Petrus Carolus Constantinus Bogaerts, le projet se recommença et la publication fut rétablie entre 1850 et 1854, en sortant plusieurs livres liturgiques. Toujours soutenu par le cardinal, ils sortirent pareillement des livres théoriques.
En 1854, le graduel et le vespéral furent révisés. Il est probable qu'à partir de 1855, les réimpressions étaient effectuées au nom de la commission archiépiscopale de Malines.
En appréciant ces publications, non seulement le pape Pie IX félicita le cardinal mais également octroya une grande médaille d'or à Edmond Duval. Il s'agissait de celle du chevalier de l'ordre de Saint-Grégoire-le-Grand.

### Dernières années

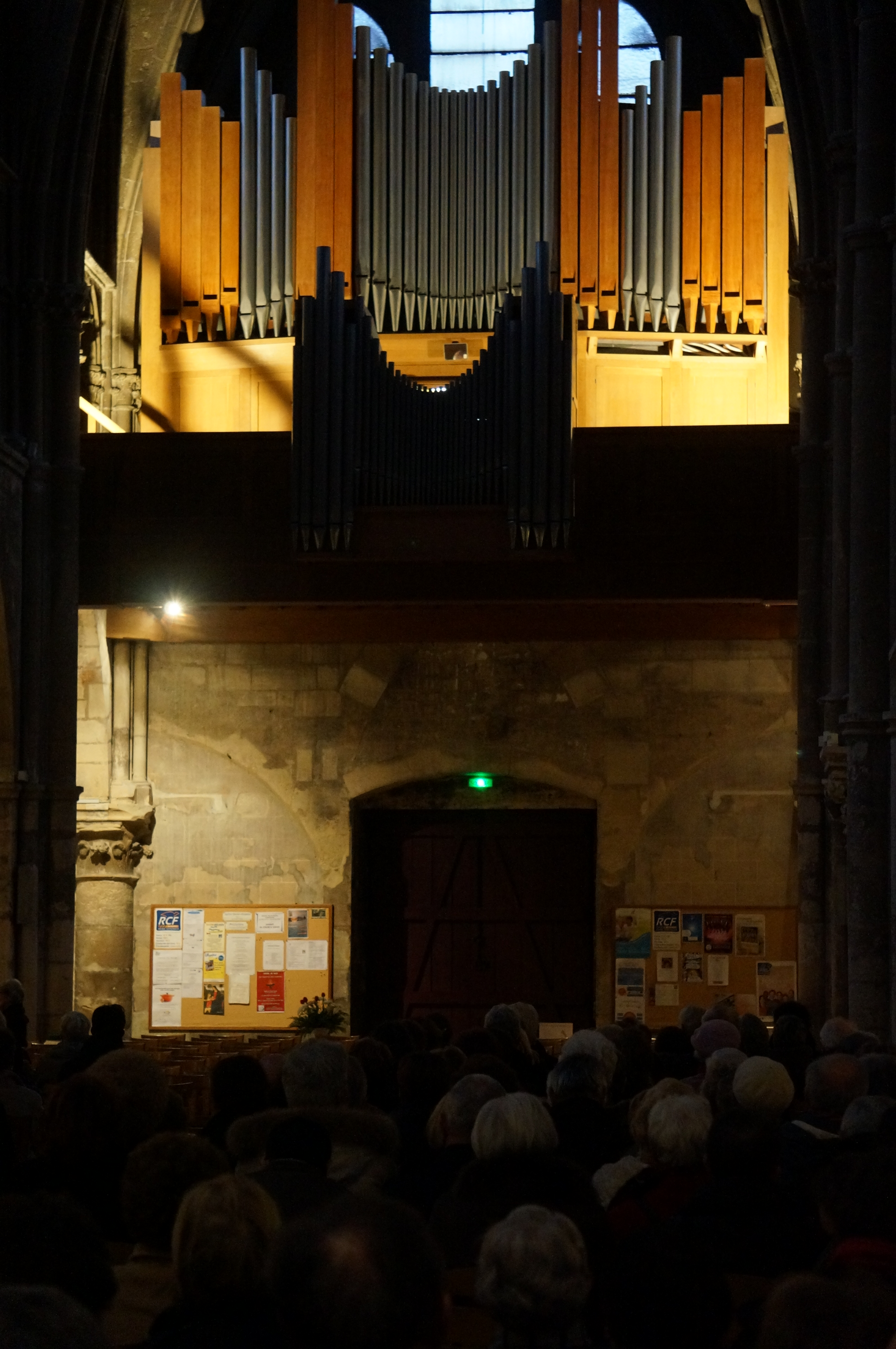
Orgue de l'église Saint-Jacques de Reims.

On connaît peu au regard de la vie de Duval, après ces publications.
Cependant, il est probable qu'il demeurait musicien consacré au chant liturgique, vraisemblablement au séminaire. Ainsi, le 18 août 1863, il dirigea le plain-chant exécuté par les élèves du Grand séminaire, lors de l'assemblée générale des catholiques à Malines. En outre, la musique de la messe célébrée avait été composée par celui-ci : Missa ab utriusque sectionis sem. Mechl. Alumnis decantato, Eminentissimo ac Reverendissimo Domino Archiepiscopo Cardinali Sterckx.
En 1869, il publia une pièce pour l'harmonium dédiée à Jean-Baptiste-Marie-Simon Jacquenet, professeur du grand séminaire de Reims où la liturgie grégorienne avait été rétablie avec le Graduel romain (édition rémo-cambraisienne)[réf. nécessaire]. La page de titre de cet op. 11 indiquait plusieurs renseignements : Hommage à Monseigneur S. Jacquenet, protonotaire apostolique, curé doyen de Saint-Jacques, Carillon des morts pour le jour de la Toussaint (dernier verset de Magnificat) pour orgue-harmonium ou orgue à tuyaux, spécialement composé pour les organises de la campagne par E. Duval, Organiste du Grand Orgue à Saint-Jacques, Directeur de la Société Chorale de Ste-Cécile. Donc, il était organiste à Reims et encore engageait le chant ligurgique avant son décès[réf. nécessaire].
Edmond Duval mourut en 1873 à Enghien, sa ville natale : « Ici repose Monsieur Edmond Duval, né Enghien, le 22 août 1809, y décédé pieusement, le 21 septembre 1873, chevalier de l'ordre de Saint Grégoire-le-Grand, conseiller communal, membre etc. Seigneur ayez pitié de lui ! »

## Liste de publications

### Livres de chant
- 1848 : Graduale romanum juxta ritum sacrosanctæ romanæ Ecclesiæ, cum cantu Pauli V. Pont. Maximi jussu reformato, Editio emendata, P. J. Hanicq, Malines[bm 2]
- 1848 : Vesperale romanum, cum psalterio, ex antiphonali romano fideliter extractum, cum cantu emendato, P. J. Hanicq, Malines, 231 p. [lire en ligne]
- 1850 : Manuale Chori ad decantandas parvas horas, P. J. Hanicq, Malines, 308 p.[bm 2]
- 1851 : Processionale ritibus romanæ ecclesiæ accomodatum, responsoria, hymos, antiphonas, Matthiæ Hovii, jussi editum nunc vero Engelberto Cardinali Sterckx jubente recensitum et auctum cum cantu emendato, P. J. Hanicq, Malines, 256 p.[bm 2]
- 1852 : Pastorale Mechliniense rituali romano accomodatum, canones et ritus ecclesiasticos complectens Johannis Hauchini, Archiepiscopi Mechliniensis jussu editum, Jacobi Boonen, ejusdem proviciæ Archiepiscopi auctoritate, ab Emin. et Rev. Engelberto Cardinali Sterckx, Archiep. Mechil. iterum auctem et correctum, cum cantu emendato, P. J. Hanicq, Malines[14],[scb 2]
- 1853 : Processionale parvum quod emin. et Rev. Archiep. Engelbertus Cardinalis Sterckx recenseri et augeri jussit, cum cantu emendato[14]
- 1854 : Rituale romanum Pauli V. Pont. Maximi jussu editum, et a Benedicto XIV. auctum et castigatum, cum cantu emendato, Malines[14],[bm 2]
- 1854 : Graduel romanum (révisé) et Vesperale romanum (révisé)[14],[bm 2]

Après son décès en 1873,
- 1874 : Graduale romanum juxta ritum sacrosanctæ romanæ Ecclesiæ, cum cantu Pauli V. Pont. Maximi jussu reformato, Editio quarta, H. Dessain, summi pontificis, S. Congregationis de propaganda fide et archiep. mechl. typographus, Mechliniæ [lire en ligne]

### Livres théoriques
- 1849 : Edmond Duval et Peter Frans De Voght, Réponse aux observations du Journal historique de Liège, sur le Graduel et le Vésperal, édition de Malines, P. J. Hanicq, Malines, 70 p.[bm 2],[18]
- 1851 : Edmond Duval, Études sur « le Graduale Romanum », publié à Paris, chez M. Lecoffre, en 1851, Imprimerie A. Steenackers, Malines[2],[scb 2],[bm 2]
- 1852 : Edmond Duval, Nouvelles Études sur « le Graduale Romanum », publié à Paris, chez M. Lecoffre, en 1851, avec un « Extrait du Journal de Bruxelles » n° 174 du 27 juin 1852, Imprimerie A. Steenackers, Malines[2],[scb 2],[bm 2]
- 1855 : Petrus Carolus Constantinus Bogaerts[19] et Edmond Duval, Études sur les livres choraux qui ont servi de base dans la publication des livres de chant grégorien édités à Malines, sous les auspices de Son Éminence le cardinal Sterckx, archevêque de Malines, Typographie de H. Dessain, Malines [lire en ligne]
- 1856 : Petrus Carolus Constantinus Bogaerts et Edmond Duval, Quelques remarques à propos des Études sur la restauration du chant grégorien par M. Th[éodore] Nisard, et du précis historique sur la restauration des livres de chant grégorien par Mgr Alfieri, Typographie de H. Dessain, Malines [lire en ligne]

## Postérité

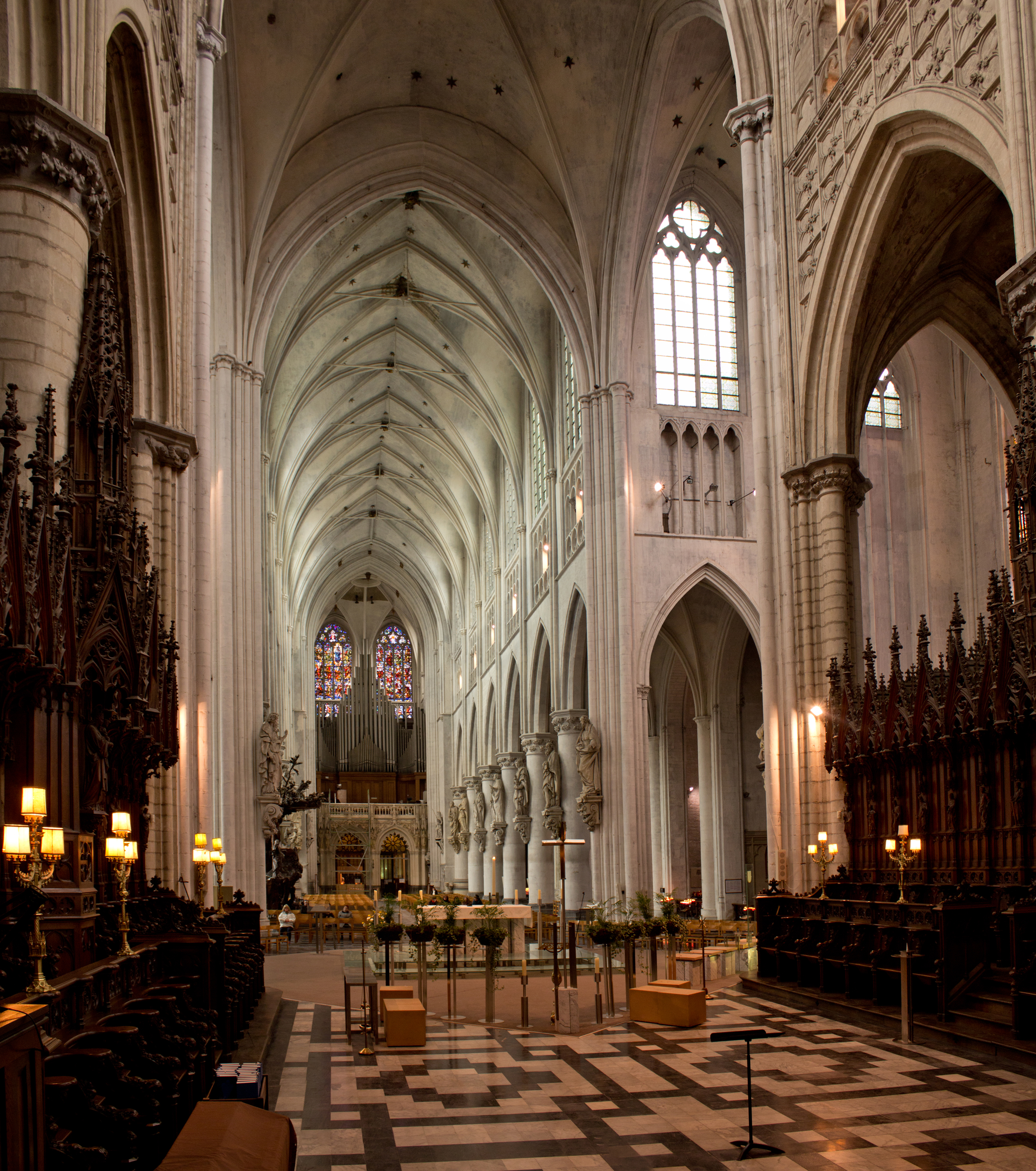
Cathédrale de Malines.

La publication de Duval, chargée par le cardinal Sterckx, était si effectivement exécutée que la liturgie présumée en chant traditionnel fut établie en Belgique. Non seulement Malines devint un centre du dit chant grégorien mais également le cardinal amplifia son soutien. Ainsi, après que ce dernier avait envoyé le docteur Xavier van Elewyck de Louvain au Congrès pour la restauration du plain-chant et de la musique de l'Église tenu à Paris en 1860, ils achevèrent les Congrès de Malines I et II en 1863 et en 1864, inspiré par celui de Paris.  
Ensuite, en profitant de la publication de Duval, un musicologue allemand Franz Xaver Haberl édita une version de l'Édition médicéenne pour l'édition Pustet à Ratisbonne. Avec de nombreuses modifications personnelles et discutables, cette édition était plus éloignée du chant grégorien que l'Édition médicéenne. Faussement attribuée à saint Grégoire (« genuinum cantum Gregorianum ») et à la rédaction de Giovanni Pierluigi da Palestrina, celle-ci obtint néanmoins 30 ans de privilège du Vatican, jusqu'en 1901. Certes, il s'agissait d'une grosse déviation en faveur de la restauration du chant grégorien. Toutefois, la restauration est dorénavant effectuée de manière scientifique jusqu'ici, notamment par la série Paléographie musicale de Solesmes afin de ruiner les versions fausses telle l'édition de Ratisbonne. Si la restauration n'avait pas connu cette étape scientifique, saint Pie X n'aurait pas pu achever une véritable centralisation de la liturgie en grégorien, pour la première fois dans l'histoire de l'Église. 
Enfin, en succédant à P. J. Hanicq, l'édition de Malines H. Dessain continua en tant que spécialiste à publier le plain-chant puis chant grégorien, jusqu'au concile Vatican II et durant plus de cent ans. Ainsi, comme les Éditions Desclée ne furent fondées qu'en 1877, les Dominicains avaient fait publier leurs premiers livres de chant restaurés ainsi qu'un cérémonial, dans les années 1860 chez H. Dessain,. Surtout, après l'élection du pape saint Pie X en 1903, elle demeurait toujours l'une de principales et importantes éditions de réimpression en faveur de l'Édition Vaticane.